# Malas decisiones
«Malas decisiones» es una canción de la cantante y youtuber mexicana Kenia OS, de su segundo álbum de estudio K23. Fue lanzado el 26 de octubre de 2022 a través de Sony Music México junto con el resto de su álbum principal como la décima pista. El sencillo adquirió popularidad tras viralizarse en la aplicación TikTok, lo cual incrementó sus reproducciones en otras plataformas.

## Composición y letra
El sencillo se caracteriza por ser una canción pop, y ha sido clasificado por la audiencia como «una canción pegajosa». En el sencillo, la cantante expresa su deseo de que la noche dure para siempre y de que ella y la persona por la que se siente atraída corran esos riesgos y tomen malas decisiones. La cantante quiere saborear el momento y las posibles consecuencias de sus decisiones tomando un "trago" de los "besos" del otro. En última instancia, el cantante quiere simplemente disfrutar de la noche y del 'drama' que puedan vivir, y ninguno de los dos hablará de lo que pasó entre ellos.

## Video musical
El video musical fue estrenado el 9 de febrero de 2023 en la cuenta de su canal de música. El video fue producido por el director Charlie Nelson.

## Desempeño comercial
En la semana del 5 de marzo del 2023, la canción alcanzó el puesto número 176 del conteo Billboard Global 200 de la revista estadounidense Billboard, como así también se posicionó en el puesto 94 del Billboard Global 200 Excl. US en la semana del 25 de marzo de 2023, y en el número 12 en Billboard Mexico Songs.

## Posicionamiento en listas
| Lista (2022)                      | Mejor posición |
| --------------------------------- | -------------- |
| Global 200 (Billboard)            | 176            |
| Paraguay General (Monitor Latino) | 9              |
| Perú Pop (Monitor Latino)         | 2              |
| Mexico Songs (Billboard)          | 12             |

## Certificaciones
| País (organismo certificador) | Certificación                     | Unidades certificadas |
| ----------------------------- | --------------------------------- | --------------------- |
| México (AMPROFON)             | Oro x1 + Platino x4 + Diamante x1 | + 700 000             |